# Dóm tér (Szeged)
A Dóm tér Szeged leghíresebb tere. A Fogadalmi templom előtti árkádsorral körbevett Dóm tér kiváló akusztikája miatt a Szegedi Szabadtéri Játékok legalkalmasabb helyszínének bizonyult.

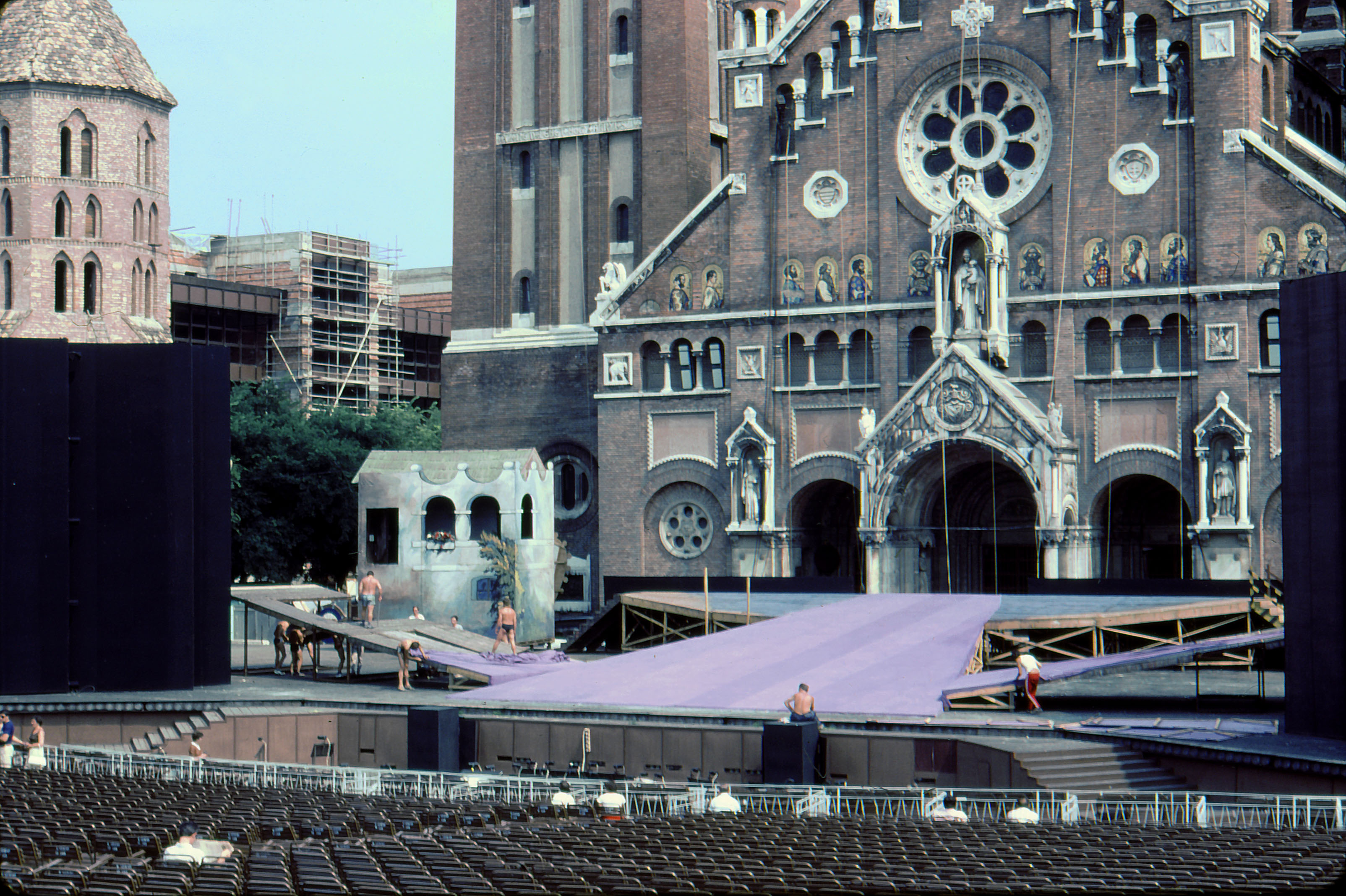
Szeged, Szabadtéri Játékok színielőadásának építése, 1980. július végén

Európa egyik legnagyobb mozgó szabadtéri színpadát és nézőterét sikerült itt kialakítani nyaranként, az első előadásra 1931. június 13-án került sor Magyar Passió címen. 20 év kihagyástól (1939–1959) eltekintve töretlen az itteni szabadtéri előadások sikere.

## A Dóm tér épületegyüttes Szegeden (épült1929–1932)

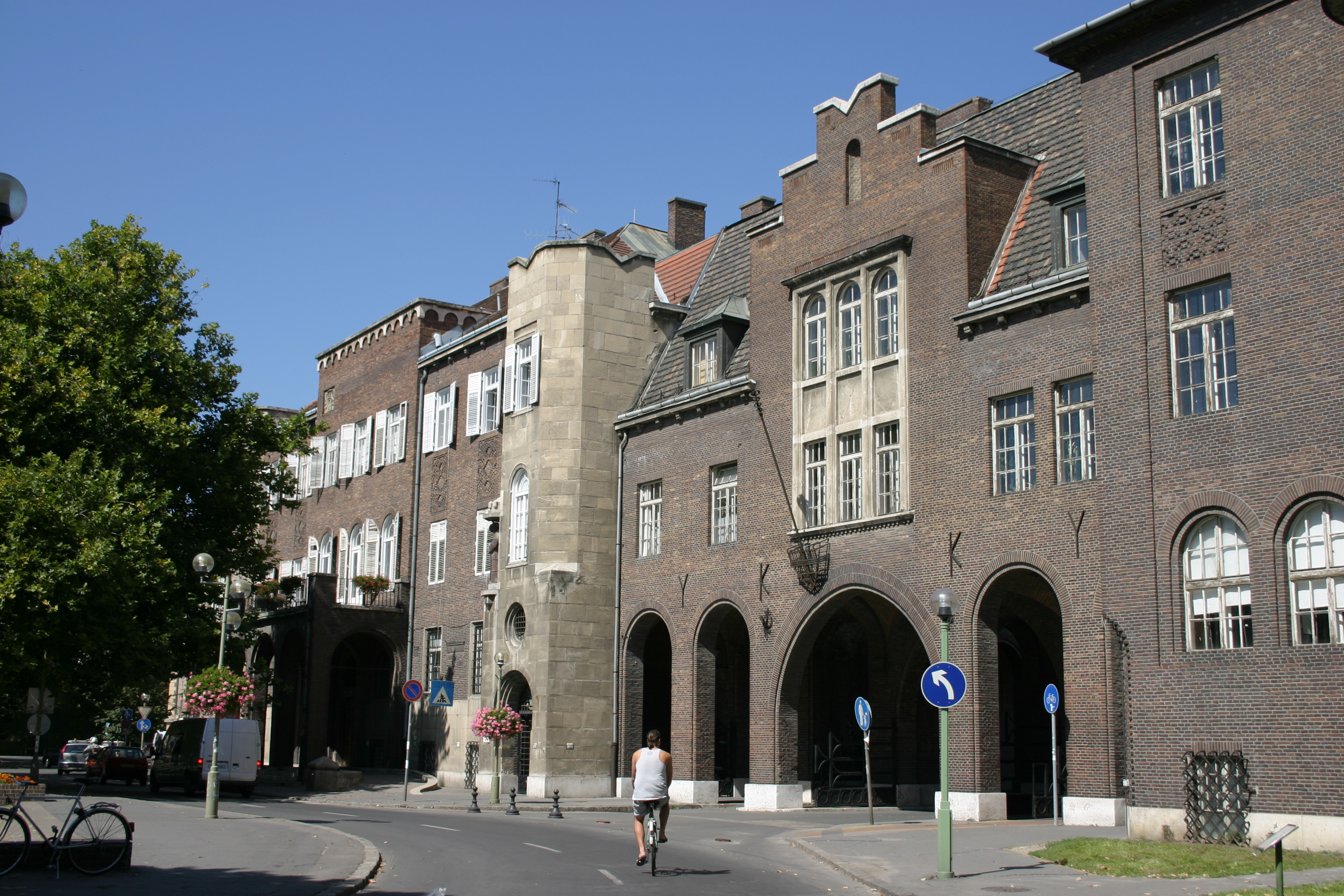
A Dóm tér kapuja az Aradi vértanúk tere felől

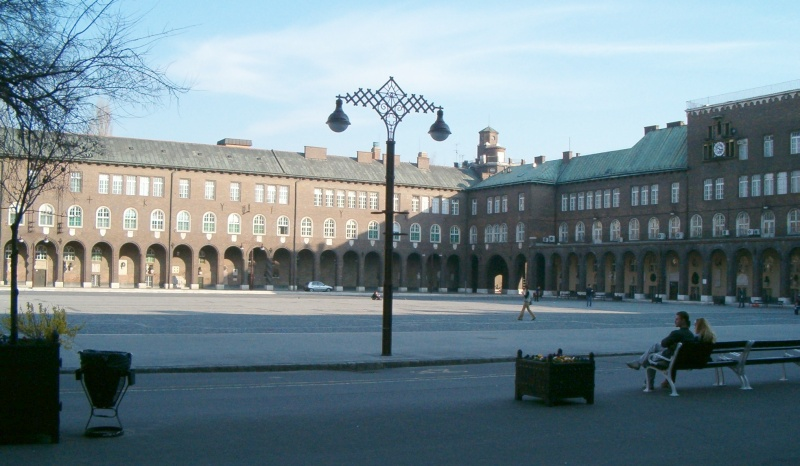
A Dóm tér délkeleti oldal

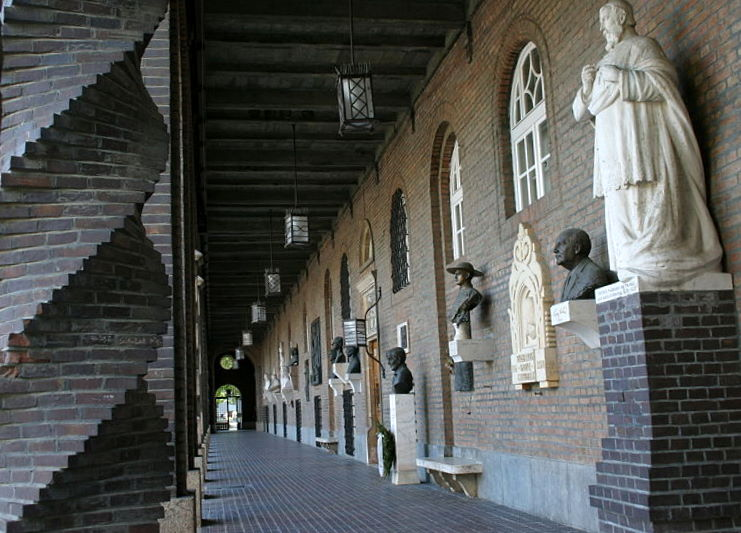
Pantheon a Dóm tér nyugati oldalán

Három nagy egyéniség kellett ahhoz, hogy a szegedi Fogadalmi templom és az azt körülvevő Dóm tér épületegyüttes létrejöjjön, Klebelsberg Kuno kultuszminiszter, Glattfelder Gyula csanádi püspök és Rerrich Béla műépítész. Legszebben Bálint Sándor néprajztudós és művészettörténész írta le a Fogadalmi templommal szinte összeforrt Rerrich Béla által tervezett és kivitelezett Dóm téregyüttes létrejöttét. Ez a téregyüttes a két világháború közti időszak egyik legszebb magyar építészeti alkotása. U alakban fogja közre a legartisztikusabb hazai modern térkompozíciót. Nyugati oldala a kollégium és a Gál Ferenc Főiskola, délnyugati sarka a püspöki palota, déli és keleti oldalán a Szegedi Tudományegyetem épületei és kutatóintézetei foglalnak helyet.
A klinker téglából készült együttest főleg az észak-európai országok téglaarchitektúrája ihlette, járt is korábban Rerrich Béla ezekben az országokban is építészeti tanulmányúton, tanulmányozta is a modern stockholmi városháza stílusát, de persze nincs szó közvetlen hatásról, a Dóm tér megalkotása a 19. század történelmi stílusának legérettebb, legnemesebb, legegyénibb kifejezése. Az archaizálás itt szinte megfoghatatlan, mégis jelen van, az itt felépített épületek klinkerburkolatának komorságát az oszlopok és a részletek játékossága oldja fel. Bálint Sándor Borbiró Virgilt idézi: „A szegedi kísérlet elvitathatatlan sikere mellett is épp úgy önmagában való, egyszeri, alkotójának rendkívüli egyéniségéhez kötött mű maradt, mint Feszl Frigyes pesti Vigadója.”
Rerrich Béla művészi teremtőerejét a középkori mesterekre emlékeztető anyagtisztelettel és alázattal tudta párosítani, emlékeztet Bálint Sándor. Az alkotói művészet az utolsó percig, ott a kőművesek állásain is formálódott a kezében. Ő tervezte nemcsak az épületegyüttest, hanem a legkisebb iparművészeti feladatokat is. A helyszínen adta a legjobb iparosok kezébe a rajzokat, még a helyszínen is formálódott keze alatt az eszményi egész minden részlete. Érzékelte minden darab kő, üveg, vas vagy sarok és sík helyzeti lehetőségeit. Meghitt és baráti volt együttműködése az iparosokkal, erről legendák keringtek később Szegeden. Bálint Sándor jóvoltából név szerint is ismerünk néhányat azok közül, akikkel Rerrich együtt dolgozott, köztük volt a budapesti Thék Endre, Seenger Béla, Forreider Béla, a szegedi Bille János, Kónya György műkovácsok, Kocsis Ferenc, Lengyel Lőrinc, Takács János, Erdélyi András. Nagyobb önállóságot csak Ohmann Béla (1890–1968) szobrász, Virágh Pál (vasmunkák kivitelezője) és Lenovszky György (kápolna festése) kaptak, de ők is Rerrich Bélával összhangban tevékenykedtek. Ohmann és Rerrich együttmunkálkodása teremtette meg Szent Gellért tömör alakját vagy a püspöki palota kerti részén lebegő Mária-szobrot.
Az árkádok alatti Nemzeti Emlékcsarnok (Pantheon) megvalósítása kiválóan sikerült. A szegedi Nemzeti Emlékcsarnok a Dóm téren, a körbefutó árkádok alatt található. Az 1930-ban létesített, azóta továbbfejlesztett Pantheon szobrai és domborművei a magyar történelem, irodalom, művészet és tudomány kiváló alakjait ábrázolják. A gyűjtemény a magyar portrészobrászatnak csaknem teljes keresztmetszetét adja. Alapját Strobl Alajosnak, a XIX–XX. század fordulója egyik legjelentősebb szobrászának hagyatéki anyaga képezi. Gond is van azóta már vele, az ott elhelyezett szobrok és domborművek egyenetlen színvonalát már 1959-ben szóvá tette Bálint Sándor, úgy ítélte meg, hogy több szobor is cserére szorulna. (Sajnos ez ma is így van, számos szobor igen szerény állapotban van, köztük Lechner Ödön szobra vagy József Attila és Vörösmarty Mihály domborműve, elkelne a folyamatos karbantartás is.)
Rerrich a Dóm tér építésével összefüggésben, 1931-ben megtervezte a 11. századból származó Dömötör-torony felújítását és annak keresztény szimbólumokkal díszített vasajtaját. Szeged büszkesége, legrégibb emléke ez az kis román- és gótikus torony.

## Galéria

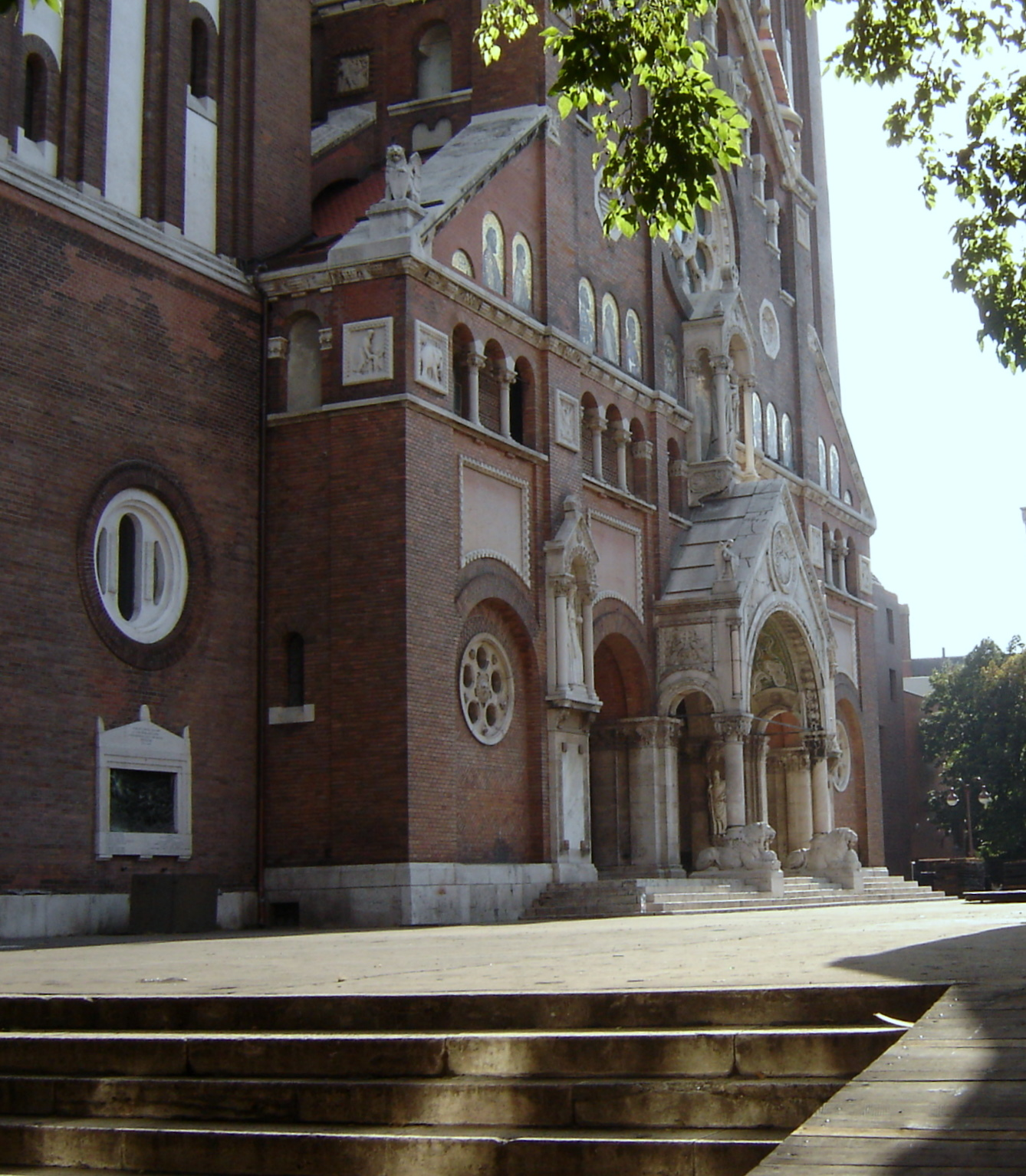
A Fogadalmi templom főbejárata a Dóm térről
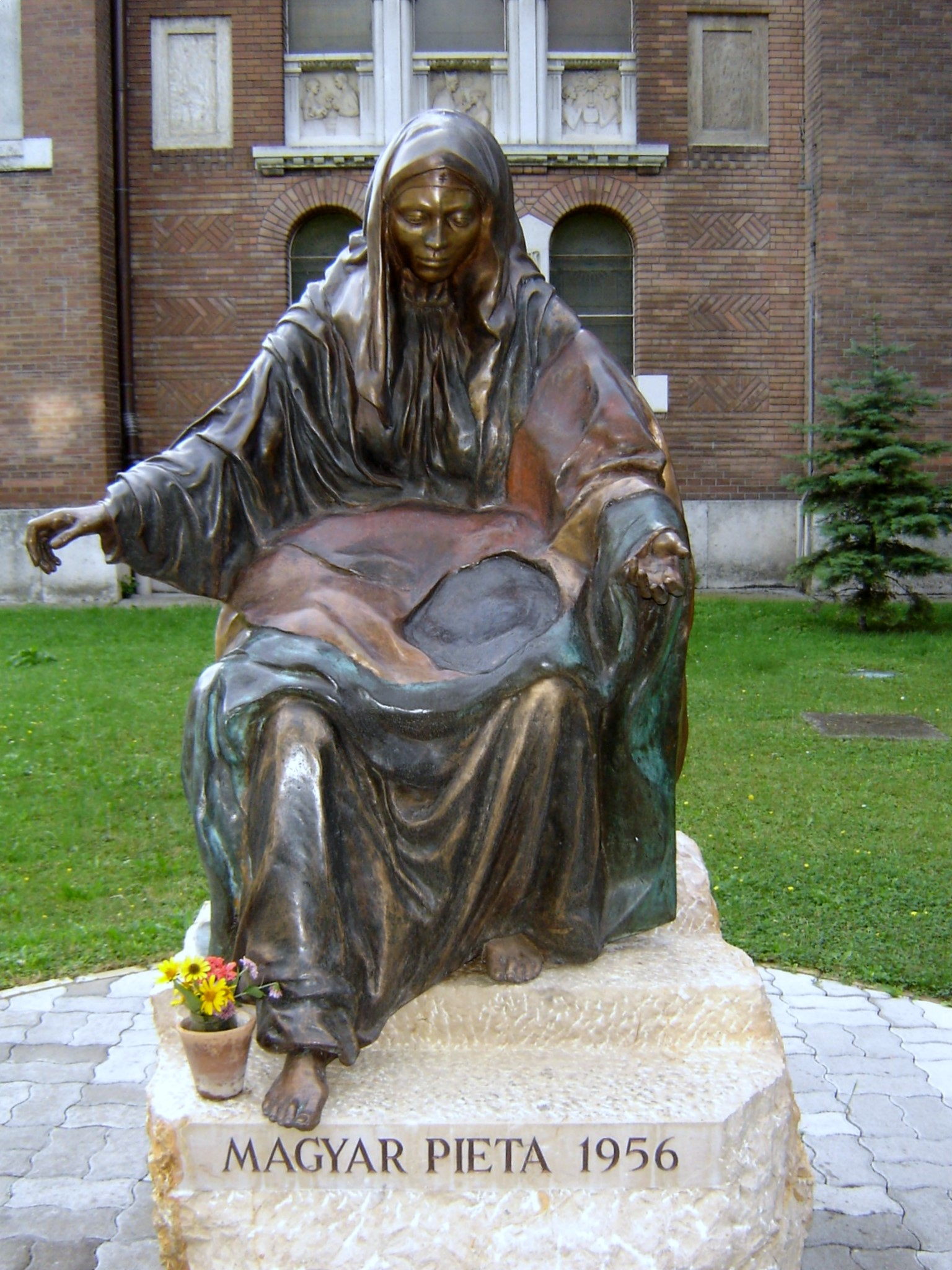
Magyar pietà 1956 Fogadalmi templom közelében a Dóm téren
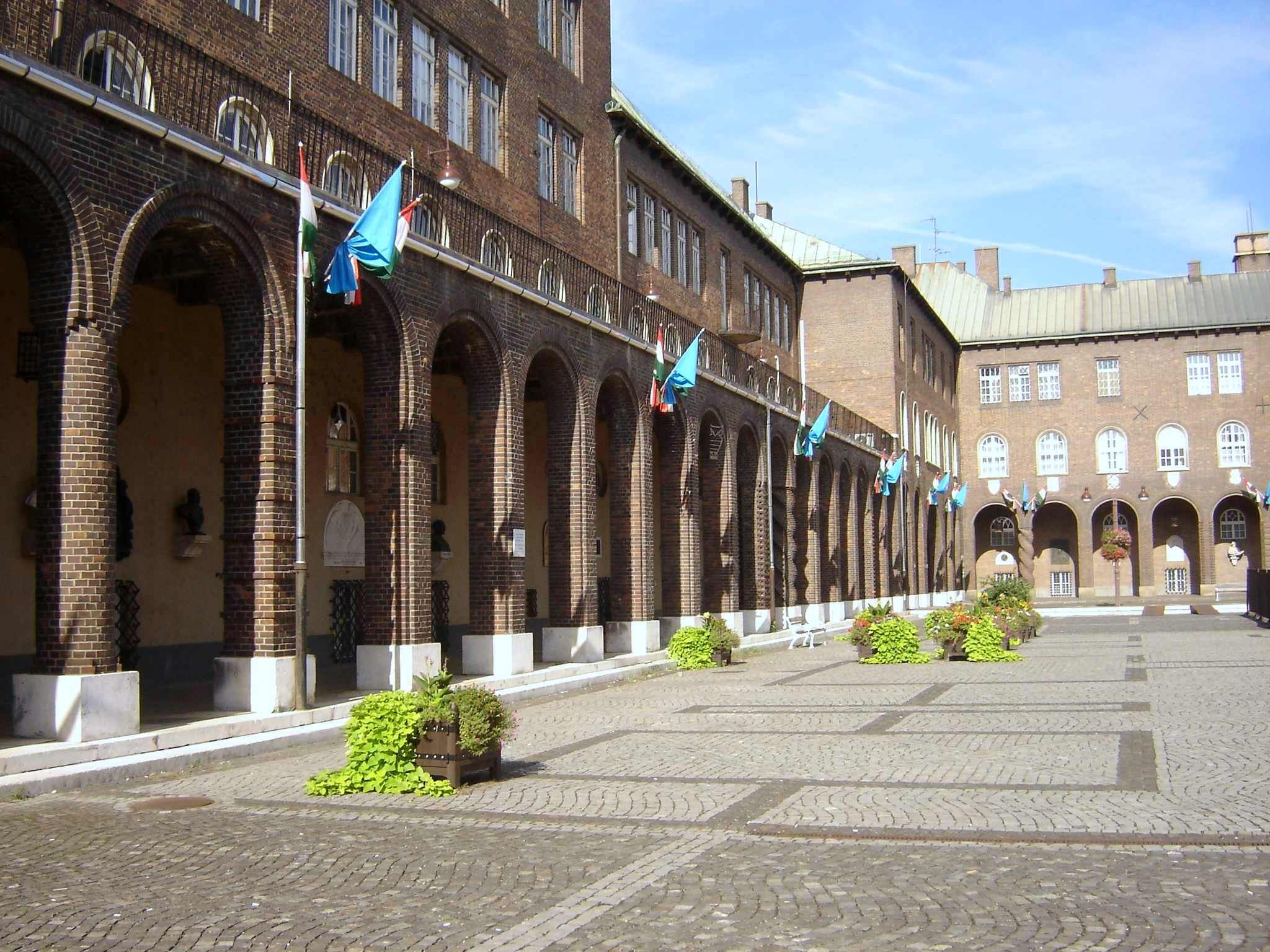
A Dóm tér keleti és déli oldala a Szegedi Tudományegyetem épületeivel
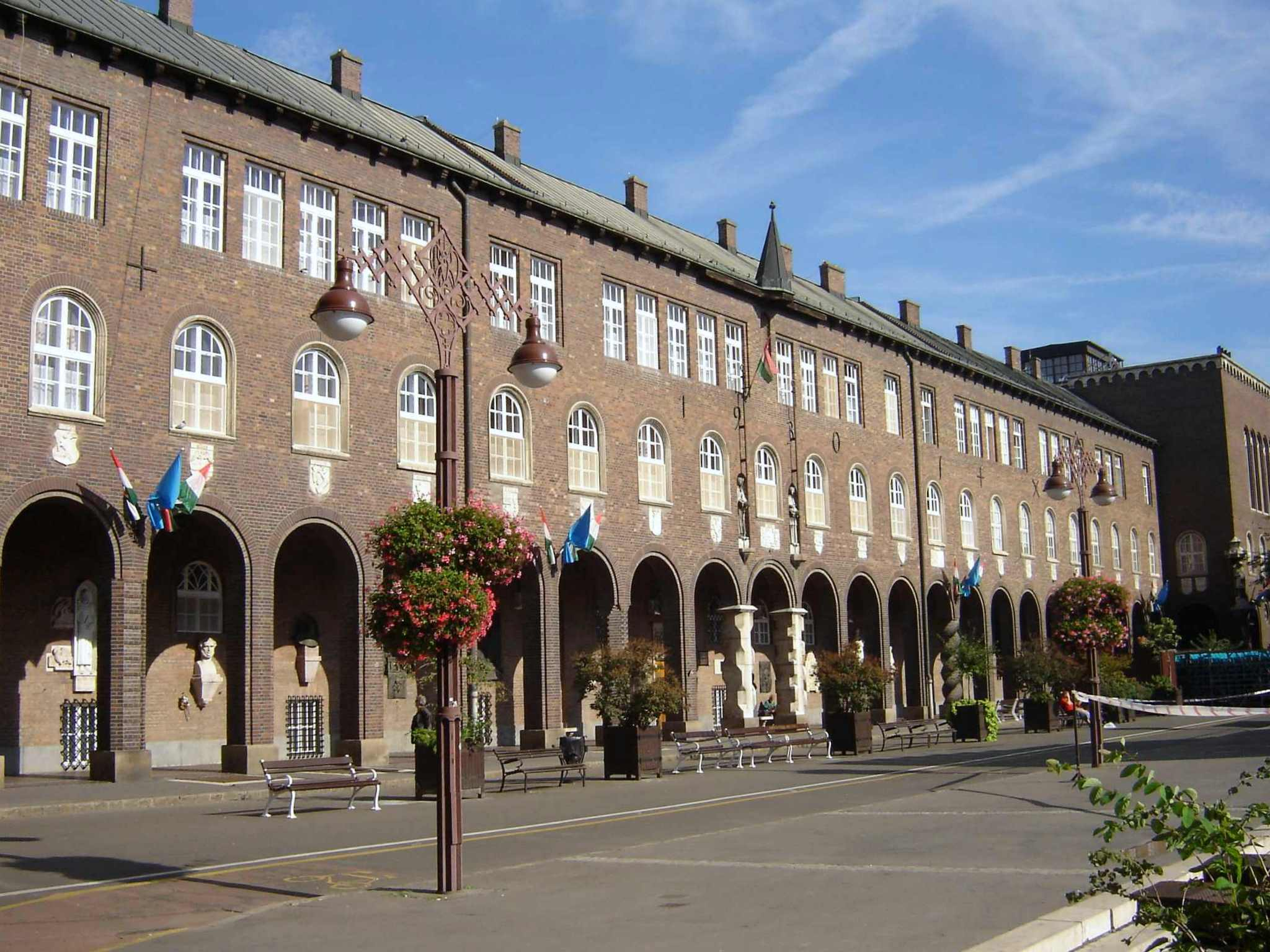
A Dóm tér nyugati oldala a Gál Ferenc Főiskolával, a kollégiumokkal és a Somogyi-Könyvtárral

## Epilógus a Dóm téregyütteshez
1978–1984 közt a Budapesti Városépítési Tervező Vállalat a Dóm tér 1–4. sz. alatt, a Fogadalmi templom nyugati oldalán az altemplomhoz vezető bejárattal szemben megépítette a Somogyi Károly Városi és Megyei Könyvtár és a Csongrád Megyei Levéltár épületét. Klinkertéglás borításával igyekezett alkalmazkodni a tér korábbi épületeihez, amelyeket Rerrich Béla épített. Szeged városa ápolja a nemes hagyományokat, de mindig rangsorolni kell, éppen mi a legfontosabb, éppen mennyire futja.
2006-ban, az 1956-os forradalom és szabadságharc 50. évfordulója alkalmából a Fogadalmi templom kertjében elhelyezték és felavatták Tóbiás Klára 1956-os alakos emlékszobrát.